# 단자키 리쿠
단자키 리쿠(일본어: 檀崎 竜孔, 2000년 5월 31일~)는 일본의 축구 선수이다.

## 구단 경력
그는 2019년 J1리그의 홋카이도 콘사돌레 삿포로에 입단했다. 2023년 머더웰 FC로 이적했다. 2023년 7월 웨스턴 유나이티드 FC로 이적했다.